# Округ АК Тернопіль
Округ Тернопіль (пол. Okręg Tarnopol AK) — структурна одиниця Служби перемоги Польщі, Союзу збройної боротьби, а з 14 лютого 1942
Округ Тернопіль займав територію довоєнного Тернопільського воєводства. Вже восени 1939 року розпочалося формування штабу та територіальних структур в чотирьох інспекторатах округу.
Весною 1943 року в окрузі функціонувало 222 взводи. Всього було близько 11100 солдатів, в тому числі 72 офіцери, 134 підхорунжих і 1930 унтер-офіцерів.

## Організаційна структура
- Інспекторат Тернопіль
  - Область Тернопіль
  - Область Збараж
  - Область Трембовля (Теребовля)
  - Область Скалат
- Інспекторат Золочів
  - Область Золочів
  - Область Броди
  - Область Зборів
  - Область Буськ (Кам'янка-Буська)
- Інспекторат Бережани
  - Область Бережани
  - Область Підгайці
- Інспекторат Чортків
  - Область Чортків
  - Область Бучач
  - Область Борщів
  - Область Заліщики
  - Область Копичинці

30 червня 1944 року комендатура району Львів своїм наказом реорганізувала галицькі округи. Округ Тернопіль став підокругом, а до його складу тепер входили:
- Інспекторат Золочів
- Інспекторат Бережани
- Область Бучач
- Дунаїв

Командування округу було перенесено до Львова.